# Sommer-Paralympics 2016/Teilnehmer (Slowakei)
| stlisierte Goldmedaille | stlisierte Silbermedaille | stlisierte Bronzemedaille |
| ----------------------- | ------------------------- | ------------------------- |
| 5                       | 3                         | 3                         |

Die Slowakei entsandte sieben Athletinnen und 21 Athleten zu den Paralympischen Sommerspielen 2016 in Rio de Janeiro,  die in zehn Sportarten antraten. Fahnenträger für die Slowakei bei der Eröffnungsfeier war der Tischtennisspieler Jan Riapos.

## Medaillen

### Medaillenspiegel
| Rang   | Sportart          | Gold | Silber | Bronze | Gesamt |
| ------ | ----------------- | ---- | ------ | ------ | ------ |
| 1      | Schießen          | 2    | 1      | 0      | 3      |
| 2      | Boccia            | 1    | 1      | 0      | 2      |
| 2      | Radsport (Bahn)   | 1    | 1      | 0      | 2      |
| 4      | Radsport (Straße) | 1    | 0      | 1      | 2      |
| 5      | Bogenschießen     | 0    | 0      | 1      | 1      |
| 5      | Leichtathletik    | 0    | 0      | 1      | 1      |
| Gesamt | Gesamt            | 5    | 3      | 3      | 11     |

## Teilnehmer nach Sportart

### Boccia
| Mixed                                              |            |                        |      |   |   |               |               |               |               |               |               |   |
| Jakub Nagy                                         | Einzel BC1 | D. Smith               | 0:13 | 1 | 4 | ausgeschieden | ausgeschieden | ausgeschieden | ausgeschieden | ausgeschieden | ausgeschieden | 9 |
| Jakub Nagy                                         | Einzel BC1 | A. Marques             | 4:2  | 1 | 4 | ausgeschieden | ausgeschieden | ausgeschieden | ausgeschieden | ausgeschieden | ausgeschieden | 9 |
| Jakub Nagy                                         | Einzel BC1 | Zhang Q.               | 3:5  | 1 | 4 | ausgeschieden | ausgeschieden | ausgeschieden | ausgeschieden | ausgeschieden | ausgeschieden | 9 |
| Robert Mezik                                       | Einzel BC2 | Kwok H. Y.             | 10:0 | 1 | 2 | ausgeschieden | ausgeschieden | ausgeschieden | ausgeschieden | ausgeschieden | ausgeschieden | 9 |
| Robert Mezik                                       | Einzel BC2 | T. Hirose              | 2:4  | 1 | 2 | ausgeschieden | ausgeschieden | ausgeschieden | ausgeschieden | ausgeschieden | ausgeschieden | 9 |
| Samuel Andrejcik                                   | Einzel BC4 | P. Larpyen             | 1:3  | 2 | 2 | Zheng Y.      | 5:0           | Seo H.        | 6:0           | Leung Y. W.   | 3:4           |   |
| Samuel Andrejcik                                   | Einzel BC4 | E. dos Santos          | 7:1  | 2 | 2 | Zheng Y.      | 5:0           | Seo H.        | 6:0           | Leung Y. W.   | 3:4           |   |
| Samuel Andrejcik                                   | Einzel BC4 | K. Steer               | 9:3  | 2 | 2 | Zheng Y.      | 5:0           | Seo H.        | 6:0           | Leung Y. W.   | 3:4           |   |
| Robert Durkovic Samuel Andrejcik Michaela Balcova  | Doppel BC4 | Vereinigtes Königreich | 2:4  | 2 | 2 | —             | —             | Thailand      | 6:1           | Brasilien     | 4:2           |   |
| Robert Durkovic Samuel Andrejcik Michaela Balcova  | Doppel BC4 | Hongkong               | 4:1  | 2 | 2 | —             | —             | Thailand      | 6:1           | Brasilien     | 4:2           |   |
| Robert Durkovic Samuel Andrejcik Michaela Balcova  | Doppel BC4 | Portugal               | 8:4  | 2 | 2 | —             | —             | Thailand      | 6:1           | Brasilien     | 4:2           |   |
| Tomas Kral Robert Mezik Jakub Nagy Lenka Durdinova | Team BC1/2 | Argentinien            | 4:5  | 0 | 3 | ausgeschieden | ausgeschieden | ausgeschieden | ausgeschieden | ausgeschieden | ausgeschieden | 9 |
| Tomas Kral Robert Mezik Jakub Nagy Lenka Durdinova | Team BC1/2 | Portugal               | 1:12 | 0 | 3 | ausgeschieden | ausgeschieden | ausgeschieden | ausgeschieden | ausgeschieden | ausgeschieden | 9 |

### Bogenschießen
| Athleten      | Wettbewerb    | Qualifikation | Qualifikation | 1. Runde   | 1. Runde | Achtelfinale     | Achtelfinale | Viertelfinale | Viertelfinale | Halbfinale     | Halbfinale    | Finale        | Finale        | Rang |
| Athleten      | Wettbewerb    | Ringe         | Rang          | Gegner     | Ergebnis | Gegner           | Ergebnis     | Gegner        | Ergebnis      | Gegner         | Ergebnis      | Gegner        | Ergebnis      | Rang |
| ------------- | ------------- | ------------- | ------------- | ---------- | -------- | ---------------- | ------------ | ------------- | ------------- | -------------- | ------------- | ------------- | ------------- | ---- |
| Männer        |               |               |               |            |          |                  |              |               |               |                |               |               |               |      |
| Marcel Pavlik | Compound Open | 681           | 6             | E. Pereira | 141:136  | G. Cancelli      | 140:134      | Ai X.         | 138:142       | ausgeschieden  | ausgeschieden | ausgeschieden | ausgeschieden | 5    |
| Peter Kinik   | W1            | 638           | 3             | —          | —        | M. Sanchez Camus | 120:113      | Koo D.-s.     | 127:125       | D. Drahoninsky | 125:128       | U. Herter     | 133:125       |      |

### Leichtathletik
Springen und Werfen
| Athleten       | Wettbewerb       | Finale  | Finale | Rang |
| Athleten       | Wettbewerb       | Weite   | Rang   | Rang |
| -------------- | ---------------- | ------- | ------ | ---- |
| Männer         |                  |         |        |      |
| Adrian Matusik | Diskuswerfen F44 | 53,20 m | 6      | 6    |
| Marian Kureja  | Keulenwerfen F51 | 26,82 m | 3      |      |

### Powerlifting (Bankdrücken)
| Athleten     | Wettbewerb  | Ergebnis | Rang |
| ------------ | ----------- | -------- | ---- |
| Männer       |             |          |      |
| Marek Kamzik | über 107 kg | 170 kg   | 6    |

### Radsport

#### Straße
| Athleten                             | Wettbewerb            | Zeit         | Rang   |
| ------------------------------------ | --------------------- | ------------ | ------ |
| Männer                               |                       |              |        |
| Jozef Metelka                        | Einzelzeitfahren C4   | 37:52,84 min | Gold   |
| Jozef Metelka                        | Straßenrennen C4-5    | DNF          | DNF    |
| Patrik Kuril                         | Einzelzeitfahren C4   | 39:07,55 min | Bronze |
| Patrik Kuril                         | Straßenrennen C4-5    | 2:13:46 h    | 4      |
| Vladislav Janovjak Pilot: Jan Gallik | Einzelzeitfahren B    | 36:57,24 min | 14     |
| Vladislav Janovjak Pilot: Jan Gallik | Straßenrennen B       | 2:32:06 h    | 8      |
| Frauen                               |                       |              |        |
| Anna Oroszova                        | Einzelzeitfahren H1-3 | 37:00,91 min | 8      |
| Anna Oroszova                        | Straßenrennen H1-4    | 1:28:57 h    | 11     |

#### Bahn
| Athleten      | Wettbewerb                    | Qualifikation | Qualifikation | Finals       | Finals       | Rang   |
| Athleten      | Wettbewerb                    | Zeit          | Rang          | Gegner       | Zeit         | Rang   |
| ------------- | ----------------------------- | ------------- | ------------- | ------------ | ------------ | ------ |
| Männer        |                               |               |               |              |              |        |
| Jozef Metelka | 4000 m Einerverfolgung C4     | 4:29,112 min  | 1             | K. Bridgwood | vorzeitig    | Gold   |
| Jozef Metelka | 1000 m Einzelzeitfahren C4-C5 | —             | —             | —            | 1:04,194 min | Silber |

### Reiten
| Athleten                             | Wettbewerb(e)            | Punkte/Prozent | Rang |
| ------------------------------------ | ------------------------ | -------------- | ---- |
| Katarina Jobbagyova mit Sterngreifer | Individual Test-Grade Ia | 61,261 %       | 25   |

### Schießen
| Athleten            | Wettbewerb                  | Qualifikation   | Qualifikation | Finale          | Finale        | Rang   |
| Athleten            | Wettbewerb                  | Ringe/ Scheiben | Rang          | Ringe/ Scheiben | Rang          | Rang   |
| ------------------- | --------------------------- | --------------- | ------------- | --------------- | ------------- | ------ |
| Männer              |                             |                 |               |                 |               |        |
| Radoslav Malenovský | 50 m Dreistellungskampf SH1 | 1135            | 14            | ausgeschieden   | ausgeschieden | 14     |
| Jozef Siroky        | 50 m Dreistellungskampf SH1 | 1100            | 21            | ausgeschieden   | ausgeschieden | 21     |
| Frauen              |                             |                 |               |                 |               |        |
| Veronika Vadovicova | 10 m Luftgewehr stehend SH1 | 412,9           | 2             | 207,8           | 1             | Gold   |
| Veronika Vadovicova | 50 m Dreistellungskampf SH1 | 577             | 2             | 449,4           | 2             | Silber |
| Mixed               |                             |                 |               |                 |               |        |
| Radoslav Malenovský | 10 m Luftgewehr liegend SH1 | 633,5           | 6             | 168,3           | 4             | 4      |
| Jozef Siroky        | 10 m Luftgewehr liegend SH1 | 628,8           | 21            | ausgeschieden   | ausgeschieden | 21     |
| Veronika Vadovicova | 10 m Luftgewehr liegend SH1 | 636,7           | 1             | 212,5           | 1             | Gold   |
| Radoslav Malenovský | 50 m Gewehr liegend SH1     | 612,6           | 14            | ausgeschieden   | ausgeschieden | 14     |
| Jozef Siroky        | 50 m Gewehr liegend SH1     | 610,8           | 18            | ausgeschieden   | ausgeschieden | 18     |
| Veronika Vadovicova | 50 m Gewehr liegend SH1     | 618,4           | 4             | 122,1           | 6             | 6      |

### Schwimmen
| Athleten             | Wettbewerb              | Vorlauf     | Vorlauf | Finale        | Finale        | Rang |
| Athleten             | Wettbewerb              | Zeit        | Rang    | Zeit          | Rang          | Rang |
| -------------------- | ----------------------- | ----------- | ------- | ------------- | ------------- | ---- |
| Frauen               |                         |             |         |               |               |      |
| Karina Petrikovicova | 100 m Rücken S13        | 1:14,68 min | 5       | 1:14,61 min   | 5             | 5    |
| Karina Petrikovicova | 100 m Schmetterling S13 | 1:20,83 min | 18      | ausgeschieden | ausgeschieden | 18   |
| Karina Petrikovicova | 50 m Freistil S13       | 29,92 s     | 16      | ausgeschieden | ausgeschieden | 16   |
| Karina Petrikovicova | 100 m Freistil S13      | 1:06,18 min | 17      | ausgeschieden | ausgeschieden | 17   |
| Karina Petrikovicova | 200 m Lagen SM13        | 2:47,24 min | 15      | ausgeschieden | ausgeschieden | 15   |

### Tischtennis
| Athleten                                      | Wettbewerb      | Gruppenphase        | Gruppenphase | Achtelfinale  | Achtelfinale  | Viertelfinale | Viertelfinale | Halbfinale    | Halbfinale    | Finale        | Finale        | Rang |
| Athleten                                      | Wettbewerb      | Gegner              | Erg.         | Gegner        | Erg.          | Gegner        | Erg.          | Gegner        | Erg.          | Gegner        | Erg.          | Rang |
| --------------------------------------------- | --------------- | ------------------- | ------------ | ------------- | ------------- | ------------- | ------------- | ------------- | ------------- | ------------- | ------------- | ---- |
| Männer                                        |                 |                     |              |               |               |               |               |               |               |               |               |      |
| Martin Ludrovsky                              | Einzel C2       | F. Lamirault        | 0:3          | Kim K.-m.     | 3:1           | R. Czuper     | 0:3           | ausgeschieden | ausgeschieden | ausgeschieden | ausgeschieden | 5    |
| Martin Ludrovsky                              | Einzel C2       | G. Perlic           | 3:1          | Kim K.-m.     | 3:1           | R. Czuper     | 0:3           | ausgeschieden | ausgeschieden | ausgeschieden | ausgeschieden | 5    |
| Jan Riapos                                    | Einzel C2       | G. Marciao da Costa | 3:0          | —             | —             | J. Suchanek   | 2:3           | ausgeschieden | ausgeschieden | ausgeschieden | ausgeschieden | 5    |
| Jan Riapos                                    | Einzel C2       | Kim K.-m.           | 3:1          | —             | —             | J. Suchanek   | 2:3           | ausgeschieden | ausgeschieden | ausgeschieden | ausgeschieden | 5    |
| Rastislav Revucky                             | Einzel C2       | S. Molliens         | 0:3          | ausgeschieden | ausgeschieden | ausgeschieden | ausgeschieden | ausgeschieden | ausgeschieden | ausgeschieden | ausgeschieden | 11   |
| Rastislav Revucky                             | Einzel C2       | Cha S.-y.           | 2:3          | ausgeschieden | ausgeschieden | ausgeschieden | ausgeschieden | ausgeschieden | ausgeschieden | ausgeschieden | ausgeschieden | 11   |
| Peter Mihalik                                 | Einzel C4       | Kim Y.-g.           | 0:3          | Zhang Y.      | 0:3           | ausgeschieden | ausgeschieden | ausgeschieden | ausgeschieden | ausgeschieden | ausgeschieden | 9    |
| Peter Mihalik                                 | Einzel C4       | K. Zylka            | 3:2          | Zhang Y.      | 0:3           | ausgeschieden | ausgeschieden | ausgeschieden | ausgeschieden | ausgeschieden | ausgeschieden | 9    |
| Miroslav Jambor                               | Einzel C7       | Yan S.              | 1:3          | ausgeschieden | ausgeschieden | ausgeschieden | ausgeschieden | ausgeschieden | ausgeschieden | ausgeschieden | ausgeschieden | 11   |
| Miroslav Jambor                               | Einzel C7       | K. Dourbecker       | 2:3          | ausgeschieden | ausgeschieden | ausgeschieden | ausgeschieden | ausgeschieden | ausgeschieden | ausgeschieden | ausgeschieden | 11   |
| Richard Csejtey                               | Einzel C8       | Zhao S.             | 0:3          | Ye C.         | 2:3           | ausgeschieden | ausgeschieden | ausgeschieden | ausgeschieden | ausgeschieden | ausgeschieden | 9    |
| Richard Csejtey                               | Einzel C8       | M.Loicq             | 3:2          | Ye C.         | 2:3           | ausgeschieden | ausgeschieden | ausgeschieden | ausgeschieden | ausgeschieden | ausgeschieden | 9    |
| Martin Ludrovsky Rastislav Revucky Jan Riapos | Mannschaft C1-2 | —                   | —            | —             | —             | —             | —             | Südkorea      | 1:2           | Brasilien     | 1:2           | 4    |
| Richard Csejtey Miroslav Jambor               | Mannschaft C6-8 | —                   | —            | Chile         | 2:0           | Schweden      | 0:2           | ausgeschieden | ausgeschieden | ausgeschieden | ausgeschieden | 5    |
| Frauen                                        |                 |                     |              |               |               |               |               |               |               |               |               |      |
| Alena Kanova                                  | Einzel C3       | T. Fraga Severo     | 3:1          | Lee Mi-gyu    | 3:1           | Xue J.        | 2:3           | ausgeschieden | ausgeschieden | ausgeschieden | ausgeschieden | 5    |
| Alena Kanova                                  | Einzel C3       | Yoon J.             | 0:3          | Lee Mi-gyu    | 3:1           | Xue J.        | 2:3           | ausgeschieden | ausgeschieden | ausgeschieden | ausgeschieden | 5    |